# کنکوردا

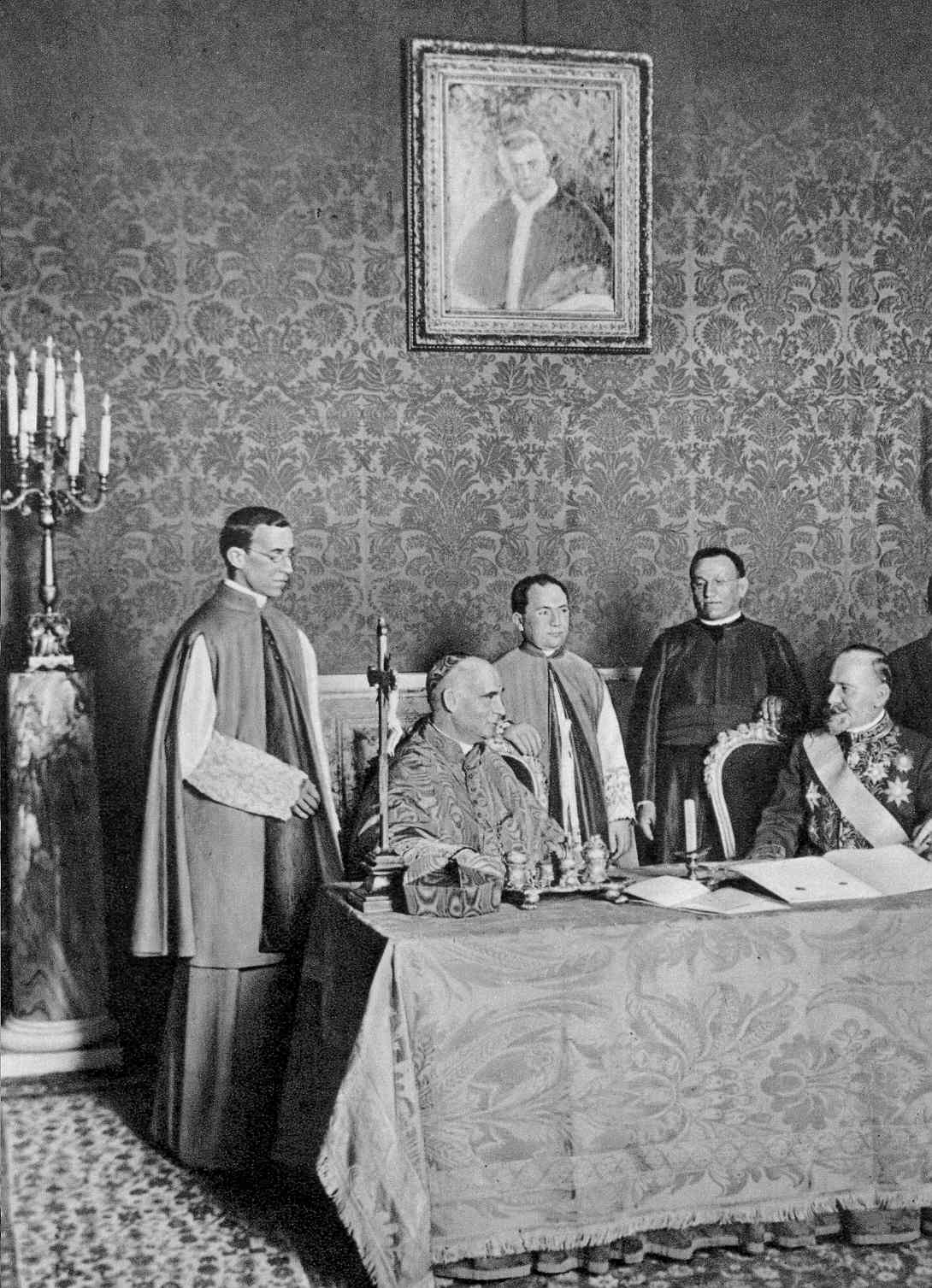
کاردینال مری دل وال و میلنکو وسنیچ در ۲۴ ژوئن ۱۹۱۴ (تنها چند روز قبل از وقوع بحران ژوئیه) کنکوردات بین مقر مقدس و صربستان را امضا کردند. از چپ به راست: یوجنیو پاچلی (در این زمان دبیر جماعت امور کلیسا و طراح واقعی توافقنامه)، رافائل مری دل وال (وزیر امور خارجه واتیکان)، نیکولا کانالی (منشی خصوصی او)، مونس.

کنکوردا (فرانسوی: Concordat‎) به پیمانی گفته می‌شود که بین پاپ رهبر کاتولیک‌های جهان و رئیس یک کشور بسته می‌شود و هدف آن حفظ منافع کلیسای کاتولیک رم در آن کشور است.
برخی این اعتقاد را دارند که کنکوردا یک معاهده بین‌المللی نبوده و به‌هیچ‌وجه به مسائل سیاسی و اقتصادی اشاره نمی‌کند و فقط مذهبی است. در مقابل عده‌ای دیگر معتقدند که کنکوردا یک معاهده بین‌المللی است چون ضوابطی که برای معاهده بین‌المللی در نظر گرفته شده‌است دربارهٔ کنکوردا نیز رعایت می‌شود.